# Termas galo-romanas de Entrammes

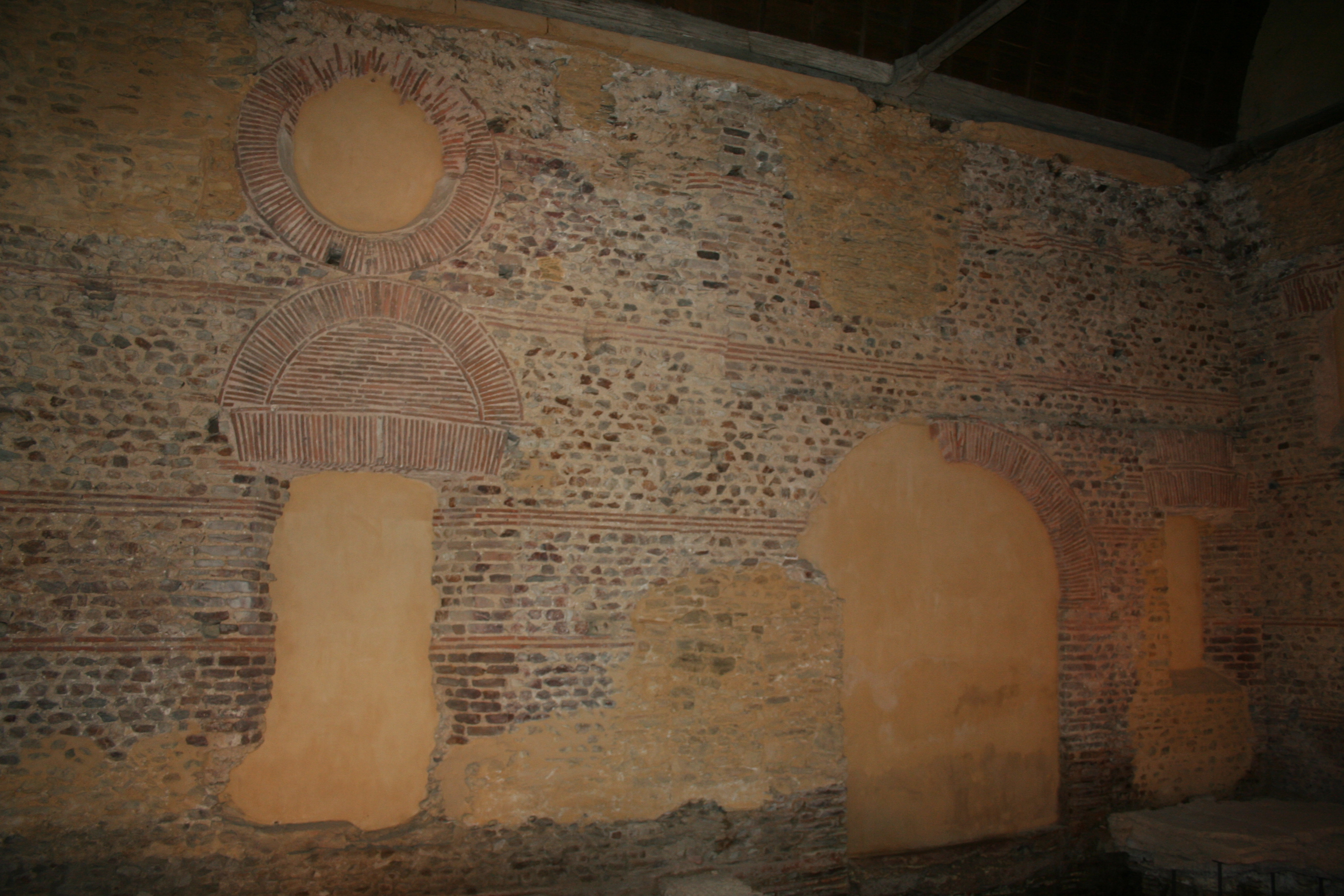
Um muro na entrada das Termas

As Termas galo-romanas de Entrammes são um pequeno sítio termal descoberto em 1987 em Entrammes, Mayenne (França), durante pesquisas arqueológicas sob a igreja paroquial.

## História
Em 1987 foram necessárias pesquisas arqueológicas para dar mais segurança ao edifício da igreja paroquial de santo Estêvão, e achou-se abaixo desta um hipocausto em boas condições, que confirmou a presença de um sítio termal do século II. Outras pesquisas evidenciaram também construções do século V e do século VII.
Desde 1 de setembro de 1988 as termas foram classificadas como momunet historique.

### O percurso termal
No complexo termal, o vestiário achava-se atrás da atual entrada ao sítio dos restos arqueológicos. A primeira etapa era um quarto morno e a água fria era utilizada no último quarto.

## Bibliografía
- Jacques Naveau; Entrammes, Mayenne, les thermes gallo-romains; rivista Arts, Recherches et Créations,‎ 2002
- Jacques Naveau; La Mayenne, 53: carte archéologique de la Gaule,‎ 1992 (ISBN 2877540154)
- Jacques Naveau; Les thermes romains d'Entrammes, Laval; Société d'archéologie et d'histoire de la Mayenne,‎ 1991

## Galería fotográfica

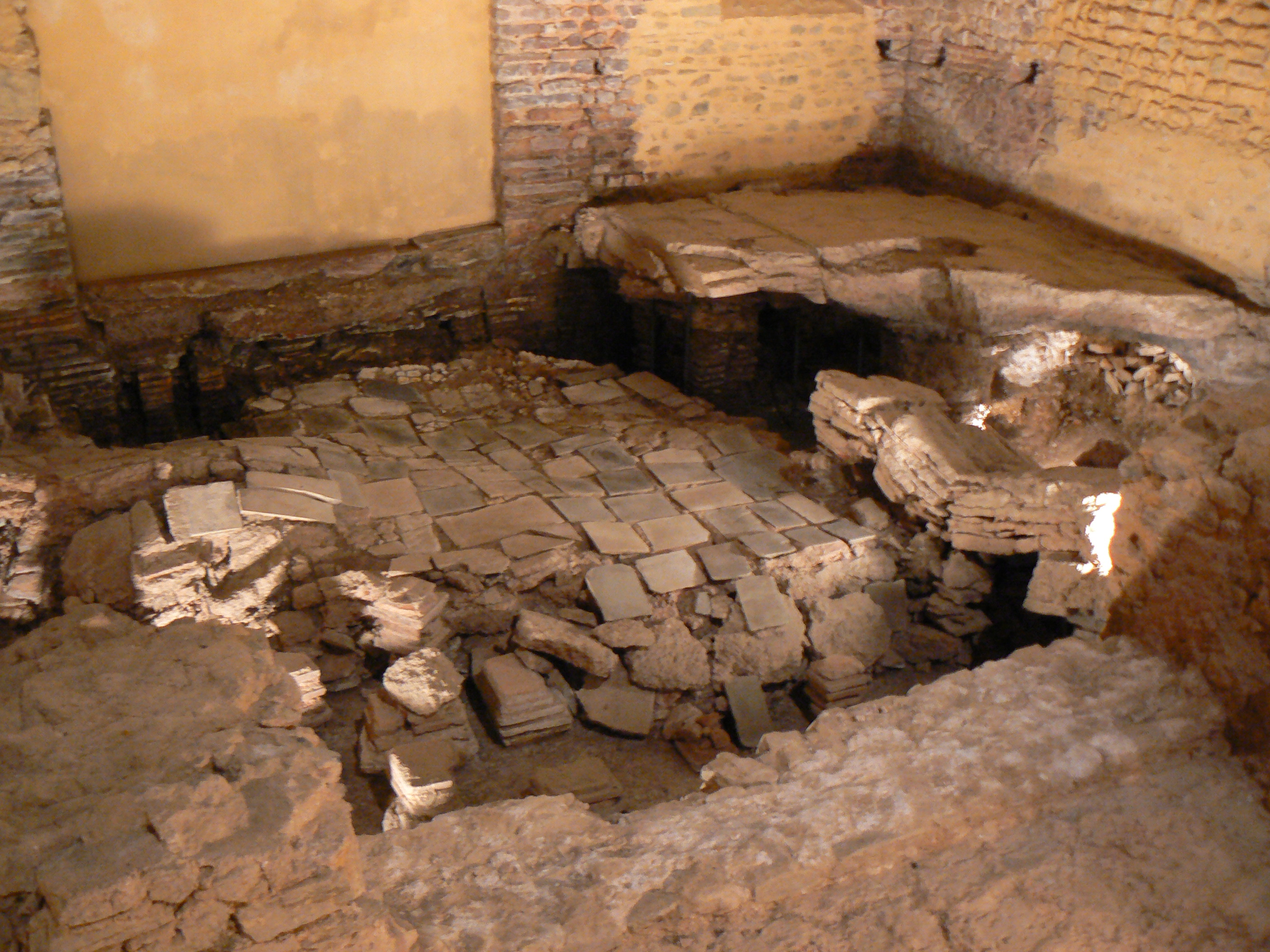
O caldário
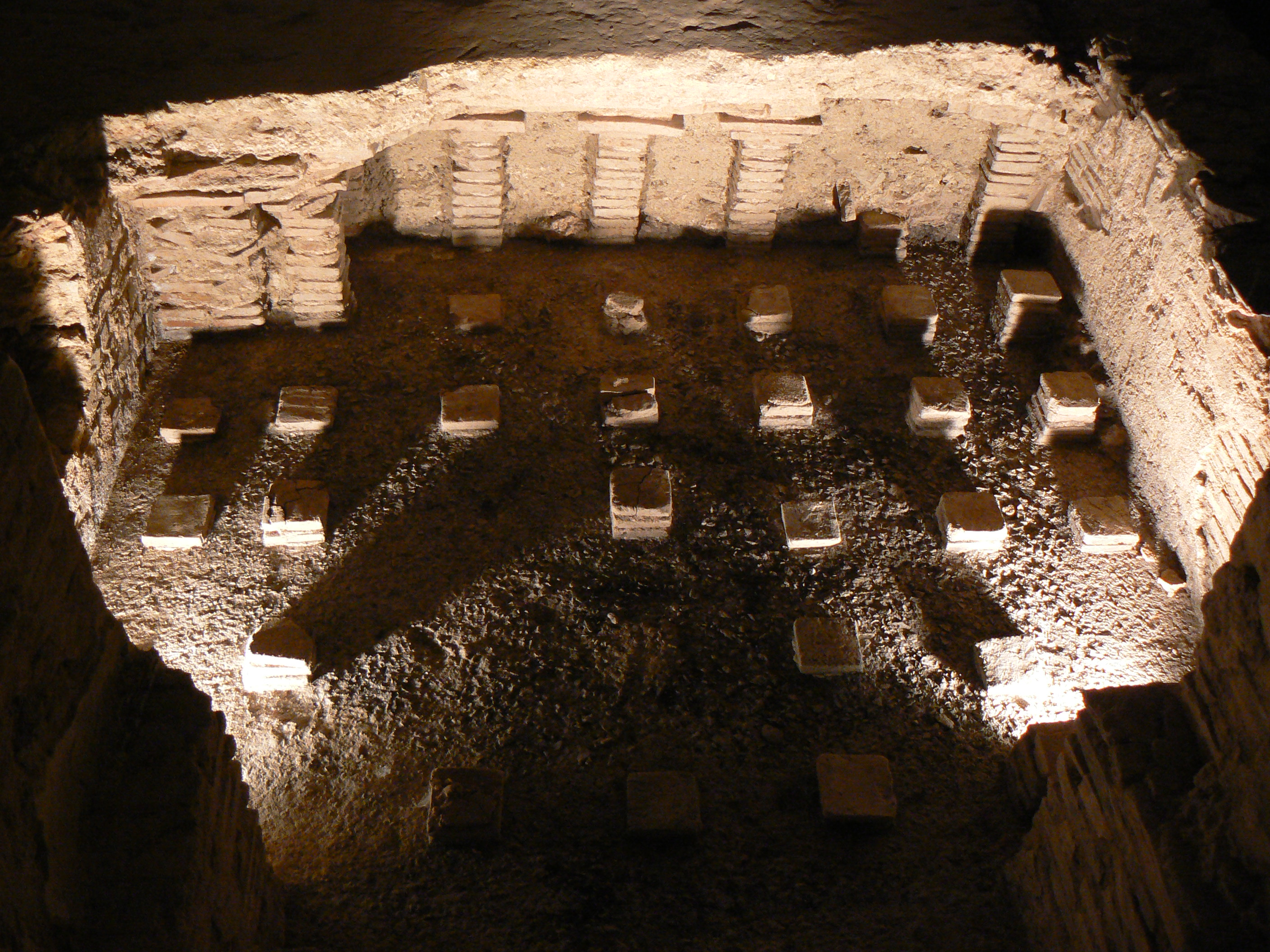
O hipocausto
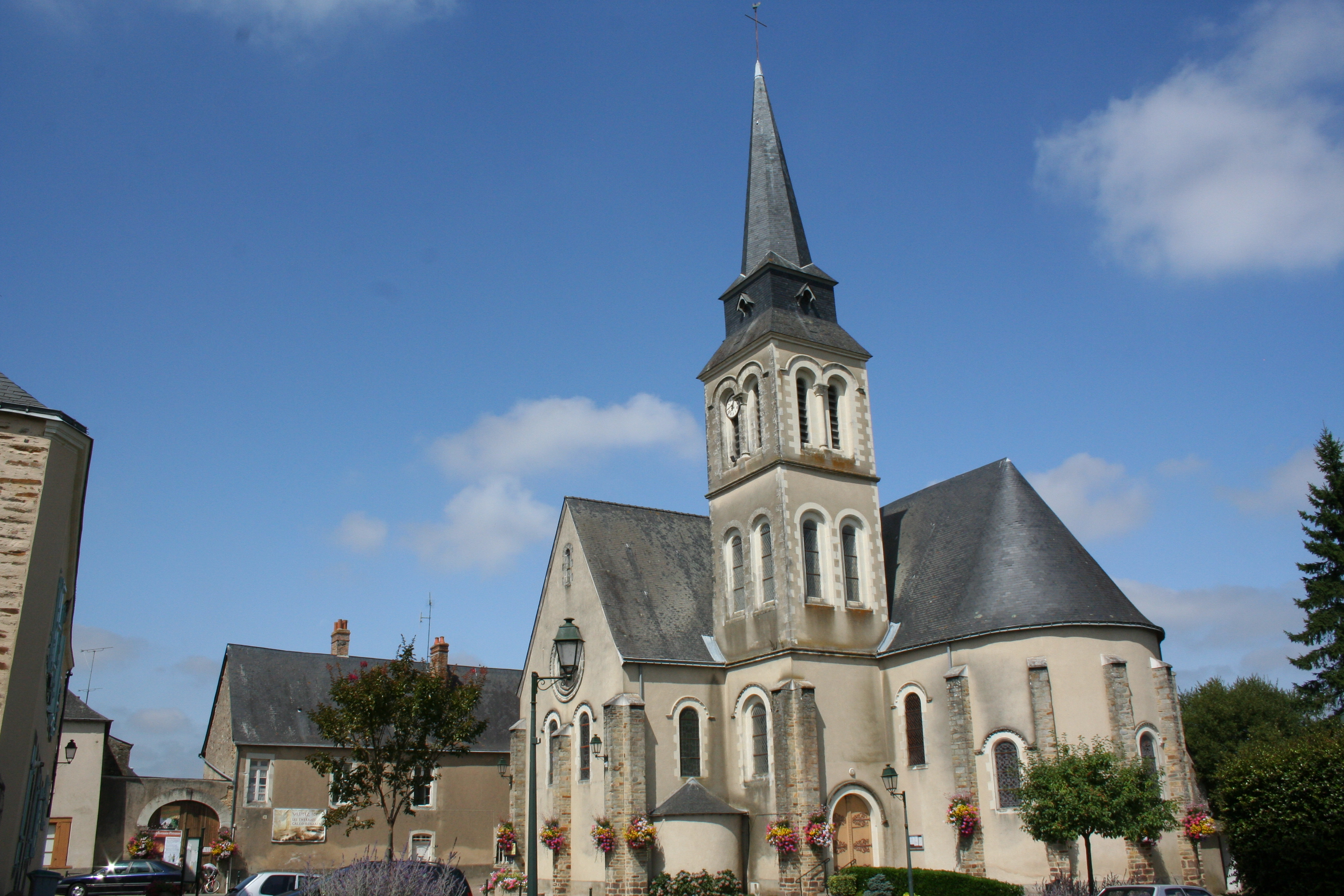
A igreja paroquial